# Polymorphus miniatus
Polymorphus miniatus är en hakmaskart som först beskrevs av Otto Friedrich Bernhard von Linstow 1896.  Polymorphus miniatus ingår i släktet Polymorphus och familjen Polymorphidae. Inga underarter finns listade i Catalogue of Life.